# ستيف تورنر
ستيف تورنر (بالإنجليزية: Steve Turner)‏ هو عازف قيثارة ومغني أمريكي، ولد في 28 مارس 1965 في هيوستن في الولايات المتحدة.

## وصلات خارجية
- ستيف تورنر على موقع IMDb (الإنجليزية)
- ستيف تورنر على موقع ميوزك برينز (الإنجليزية)
- ستيف تورنر على موقع أول ميوزيك (الإنجليزية)
- ستيف تورنر على موقع أول ميوزيك (الإنجليزية)
- ستيف تورنر على موقع ديسكوغز (الإنجليزية)